# کناره‌گیری جو بایدن از انتخابات ریاست‌جمهوری ۲۰۲۴ ایالات متحده آمریکا

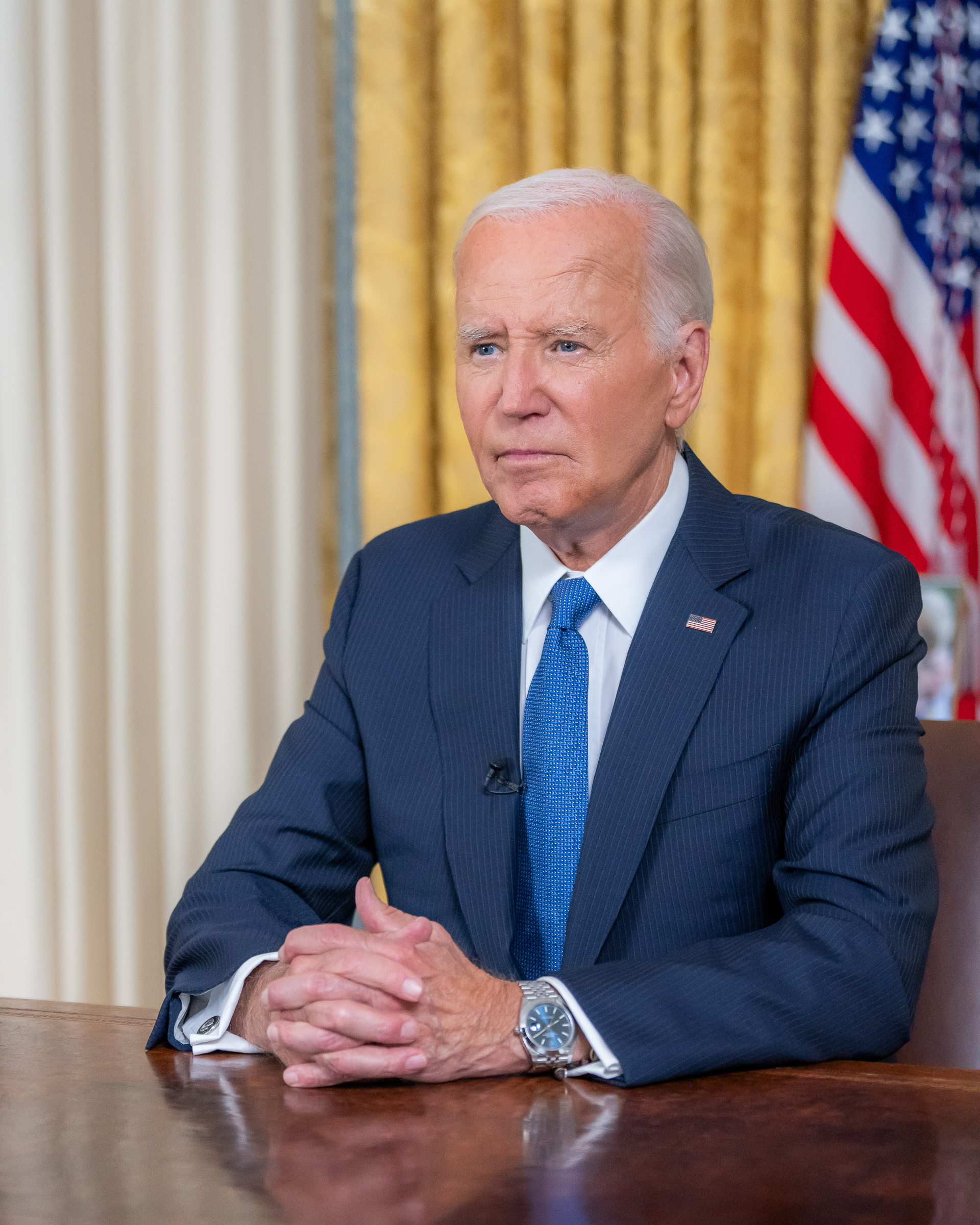
سخنرانی جو بایدن پیرامون انصراف از نامزدی در انتخابات ریاست‌جمهوری ۲۰۲۴ ایالات متحده در دفتر بیضی، ۲۴ ژوئیه ۲۰۲۴

در ۲۱ ژوئیهٔ ۲۰۲۴، جو بایدن، رئیس‌جمهور کنونی ایالات متحده، در بیانیه‌ای از طریق شبکه‌های اجتماعی، انصراف خود را از انتخابات ریاست‌جمهوری ۵ نوامبر ۲۰۲۴ ایالات متحده اعلام کرد. او معاون رئیس‌جمهور کامالا هریس را به‌عنوان جانشینش در نامزدی از طرف حزب دموکرات در انتخابات برگزید.
نگرانی‌ها پیرامون تندرستی بایدن در دوران ریاست‌جمهوری او به وجود آمد که اساساً بابت سن او و توانایی‌اش برای ادامهٔ کار در دوره دوم ریاست‌جمهوری‌اش بود. پس از ماه‌ها گمانه‌زنی، در ۲۵ آوریل ۲۰۲۳، بایدن اعلام کرد که برای انتخاب مجدد به‌عنوان رئیس‌جمهور در انتخابات ۲۰۲۴ نامزد خواهد شد و هریس دوباره به‌عنوان معاون خود در انتخابات شرکت خواهد کرد. این کارزار چهار سال پس از آغاز مبارزات انتخاباتی ریاست‌جمهوری او در سال ۲۰۲۰ آغاز شد. در روز اعلام او، نظرسنجی گالوپ نشان داد که محبوبیت بایدن ۳۷ درصد بوده و اکثر شرکت‌کنندگان در نظرسنجی گفته‌اند که اقتصاد بزرگ‌ترین نگرانی آنهاست. در طول مبارزات انتخاباتی خود، او یک سیاست اقتصادی معروف به «Bidenomics» را پس از دنیاگیری کووید-۱۹ ترویج کرد. به‌عنوان یک شعار همبستگی سیاسی، او غالباً قصد خود را برای «تکمیل کار» اعلام می‌کرد.
نگرانی‌ها در مورد سن بایدن در ژوئن ۲۰۲۴ و پس از مناظره بایدن و نامزد حزب جمهوری‌خواه یعنی دونالد ترامپ، افزایش یافت. عملکرد بایدن به‌طور گسترده مورد انتقاد قرار گرفت و مفسران گفتند که او مرتباً رشته افکار خود را از دست می‌داد و پاسخ‌های نامنسجم می‌داد، ظاهری ناپایدار داشت، با صدایی گرفته صحبت می‌کرد و در چندین موقعیت نتوانست آماری را به خاطر بیاورد یا نظر خود را به‌طور منسجم بیان کند. چندین ستون‌نویس ترامپ را برنده اعلام کردند، و نظرسنجی نشان داد اکثریت مردم بر این باورند که ترامپ پیروز شده است. پس از اینکه این مناظره سوالاتی را در مورد سلامتی او مطرح کرد، بایدن با درخواست‌هایی برای کناره‌گیری از رقابت، از جمله از سوی دموکرات‌های همکار و هیئت تحریریه چندین خبرگزاری بزرگ مواجه شد. تا ۱۹ ژوئیه، بیش از ۳۰ دموکرات ارشد خواهان عقب‌نشینی او شده بودند.
بایدن در ابتدا تأکید کرد که همچنان نامزد انتخابات خواهد بود. با این حال، در ۲۱ ژوئیه، نامه امضاشده‌ای در حساب اکس او منتشر شد که در آن از نامزدی انتخابات کناره‌گیری کرد و نوشت این اقدام «به نفع حزب من و کشور است». بایدن پس از لیندون بی. جانسون در سال ۱۹۶۸ نخستین رئیس‌جمهور فعلی واجد شرایط انتخاب مجدد است که از نامزدی مجدد خود صرف نظر می‌کند و نخستین رئیس‌جمهور در تاریخ آمریکاست که پس از پیروزی در انتخابات مقدماتی، انتخاب مجدد را دنبال نمی‌کند.